# Qui saura
Singles de Mike Brant
La Fille à aimer
(1971) C'est ma prière
(1972)
Qui saura est le titre d'une chanson interprétée par Mike Brant, qui est une reprise de la chanson Che sarà du groupe de musique italien Ricchi e Poveri. Adaptée en français par Michel Jourdan et enregistrée au printemps 1971, la chanson sort en avril 1972 et se vend à plus d’un million d’exemplaires.

## Liste de titres
| 1. | Qui saura | F. Migliacci, M. Jourdan | J. Fontana | 3:20 |
| 2. | Sans amis | Catherine Argall         | Tim Maia   | 2:55 |

## Classements
| Classement (1972)                       | Meilleure position |
| --------------------------------------- | ------------------ |
| Belgique (Wallonie Ultratop 50 Singles) | 13                 |
| France (CIDD)                           | 1                  |
| Québec (Palmarès francophone)           | 4                  |
| Suisse romande (RSR)                    | 1                  |

| Classement (1972) | Position |
| ----------------- | -------- |
| France (IFOP)     | 2        |

## Historique de sortie
| Pays      | Date       | Face A          | Face B               | Label               |
| --------- | ---------- | --------------- | -------------------- | ------------------- |
| France    | avril 1972 | Qui saura       | Sans amis            | CBS                 |
| Allemagne | 1972       | Qui saura       | Sans amis            | CBS                 |
| Canada    | 1972       | Qui saura       | Sans amis            | Gamma               |
| France    | 1978       | Qui saura       | C'est une belle fête | Sonopresse          |
| Belgique  | 1978       | C'est ma prière | Qui saura            | Omega International |

## On est là!
La mélodie du refrain de la chanson, connue en France, dans cette version de Mike Brant, est à l'origine du chant On est là !, chant de supporters qui est repris à l'occasion de plusieurs mouvements sociaux, surtout à partir de 2018 et le mouvement des Gilets jaunes.